# Xu (emperatriz)
Emperatriz Xu (徐皇后) (1362 - julio de 1407), formalmente conocida como Emperatriz Renxiaowen, su nombre de nacimiento era Xu Yihua. Fue la emperatriz consorte del emperador Yongle y la tercera emperatriz de la dinastía Ming de la antigua China. Fue una mujer muy educada, aficionada a coleccionar biografías de mujeres virtuosas, una actividad conectada con la política de la corte.

## Biografía
Xu Yihua nació en el año 1362, siendo la hija mayor de Xu Da y de la señora Xie. Tuvo cuatro hermanos -Xu Huizu, Xu Tianfu, Xu Yingxu y Xu Zengshou- y dos hermanas más pequeñas: Zhu Gui, quien se desposó con el príncipe Jian de Dai (13º hijo del emperador Hongwu), y Zhu Ying, quien se desposó con el príncipe Hui de Un (22º hijo del emperador Hongwu). El 17 de febrero del año 1376, se casó con Zhu Di, príncipe de Yan (4º hijo del emperador Hongwu). Después de que Zhu Di ascendiera al trono como emperador Yongle, el 17 de julio de 1402, ella fue nombrada emperatriz en diciembre de ese mismo año.
Una devota budista,  Xu es la primera persona acreditada en transcribir un sutra budista revelado durante un sueño. La obra se titula Da Ming Ren xiao Huang hou meng kan Fo Shuo di yi xi yu da gong de jing (el sutra del gran mérito de la rareza más importante hablada por el Buda, el cual Renxiao, la gran emperatriz Ming, recibió en un sueño). En su introducción al sutra, la emperatriz escribió que una noche después de meditar y quemar incienso, Guanyin se le apareció en el sueño, y la llevó a un reino santo donde se le reveló el sutra con el objetivo de salvarla de un desastre. Después de leer el sutra tres veces, fue capaz de memorizarlo y recordarlo perfectamente al despertar y escribirlo. El sutra está influido por la filosofía tradicional mahayana y contiene mantras típicos del Budismo tibetano.

## Familia
- Padre
  - Xu Da
- Madre
  - Señora Xie (謝氏), segunda hija de Xie Jianxing (謝再興)
- Marido
  - Yongle

### Hijos
| Número | Nombre           | Título formal               | Nacido                  | Murió                | Cónyuge                                                              | Descendencia | Notas                                         |
| ------ | ---------------- | --------------------------- | ----------------------- | -------------------- | -------------------------------------------------------------------- | --- | --------------------------------------------- |
| 1      | Zhu Gaochi朱高熾 | El Hongxi Emperador         | 16 de agosto de 1378    | 29 de mayo de 1425   | Señora Zhang, emperatriz Cheng Xiao Zhao 11 concubinas               | Zhu Zhanji, Xuande EmperorZhu Zhanxun, Príncipe Jing de ZhengZhu Zhanyong, Príncipe Jing de YueZhu Zhanyin, Príncipe Xian de QiZhu Zhanshan, Príncipe Xian de XiangZhu Zhangang, Príncipe Xian de JingZhu Zhanyu, Príncipe Jing de HuaiZhu Zhankai, Príncipe Huai de TengZhu Zhanji, Príncipe Zhuang de LiangZhu Zhanyan, Gong de Príncipe de WeiPrincess JiaxingZhu Yuantong, Princess QingdouPrincess QinghePrincess De'anPrincess YanpingPrincess DeqingPrincess Zhending |                                               |
| 2      | Zhu Gaoxu朱高煦  | Príncipe de Han漢王         | 30 de diciembre de 1380 | 6 de octubre de 1426 | Consort Wei韋妃                                                      | Zhu Zhanhe, el heredero Aparente Yi ZhuangZhu Zhanqi, Heredero Aparente Zhu Zhanci, Príncipe de Jiyang Zhu Zhanyu, Príncipe de Linzi Zhu Zhanyi, Príncipe de Zichuan Zhu Zhanxing, Príncipe de ChangleZhu Zhanping, Príncipe de Qidong Zhu Zhandao, Príncipe de Rencheng Zhu Zhanchang, Príncipe de Haifeng Zhu Zhanbang, Príncipe de Xintai |                                               |
| 3      | Zhu Gaosui朱高燧 | Príncipe Jian de Zhao趙簡王 | 19 de enero de 1383     | 5 de octubre de 1431 | Señora Xu(hija de Xu Zhang (徐章))Señora Mu(hija de Mu Cheng (沐晟)) | Zhu Zhanba, el heredero Aparente Daoxi de Zhao Zhu Zhanque, Príncipe Hui de Zhaoa hijo | Príncipe creado de Zhao el 12 de mayo de 1404 |

### Hijas
| Número | Título                    | Nacido | Murió                    | Datar Casado | Cónyuge                                                          | Asunto | Notas |
| ------ | ------------------------- | ------ | ------------------------ | ------------ | ---------------------------------------------------------------- | ------ | ----- |
| 1      | Princesa Ancheng安成公主  | 1384   | 16 de septiembre de 1443 | 1402         | Song Hu宋琥(hijo de segundo de Canción Cheng, Marqués de Xining) | -      |       |
| 2      | Princesa Xianning咸寧公主 | 1385   | 27 de julio de 1440      | 1403         | Song Ying宋瑛(hijo de Song Cheng, Marqués de Xining)             | -      |       |